# 王茹芝
王茹芝（1917年—1995年），一作王如芝，女，浙江宣平人，中国爆炸力学专家，曾任第五届全国人大代表。

## 家庭
丈夫张相麟。